# Andrei Linde

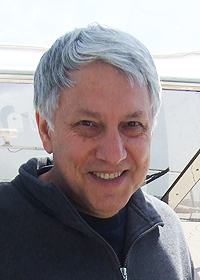
Andrei Linde

Andrei Linde (Russisch: Андрей Дмитриевич Линде, Andrej Dmitriejevitsj Linde) (Moskou, 2 maart 1948) is een Russisch-Amerikaanse fysicus en professor aan de Stanford-universiteit in Californië. 
Linde is het meest bekend door zijn werk over de kosmische inflatietheorie. Hij studeerde natuurkunde aan de universiteit van Moskou en promoveerde in 1975 aan het Lebedev Instituut. Linde formuleerde in 1983 de populaire theorie van de chaotische inflatie – een visie waarin ons heelal een van de talloze loten is aan een oneindig grote kosmische multiversum-boom. 
Hij kreeg verschillende prijzen voor zijn werk aan de inflatietheorie. In 2002 kreeg hij de Dirac-medaille, samen met Alan Guth en Paul Steinhardt van Princeton. In 2012 werd hij laureaat van de Breakthrough Prize in Fundamental Physics.
Linde is getrouwd met de hoogleraar natuurkunde Renata Elizaveta Kallosh. Ze hebben twee zonen.